# Klieven (doodstraf)

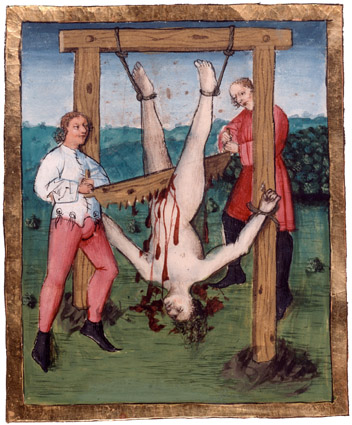
Klieven, illustratie van Benoît de Sainte-Maures Trojaroman (± 1350)

Klieven zou een reeds sinds lange tijd verdwenen executiemethode geweest zijn, waarbij de veroordeelde levend in tweeën werd gespleten. Deze manier van executeren zou zijn toegepast in Europa in de tijd van het Romeinse Rijk, in het Midden-Oosten en in Azië. In een aantal Europese landen, waaronder Duitsland, zou het klieven zijn toegepast tot in de Middeleeuwen. Er zijn echter geen harde bewijzen dat deze methode ook werkelijk in gebruik was.

## Beschrijving
In Europa en het Midden-Oosten werd de veroordeelde ondersteboven gehangen en dan doormidden gezaagd/gekliefd, waarbij bij het kruis werd begonnen. Doordat de veroordeelde met zijn hoofd naar beneden hing, bleef de bloedtoevoer naar de hersenen in stand ondanks het hevige bloedverlies. Daardoor bleef de ongelukkige lange tijd in leven, meestal totdat de grote slagader in de buik geraakt werd. De veroordeelde stierf uiteindelijk aan bloedverlies. In Azië stond de veroordeelde rechtop en begon de beul met het klieven van het hoofd.